# 国立芸術センター管弦楽団
国立芸術センター管弦楽団（こくりつげいじゅつセンターかんげんがくだん、英：National Arts Centre Orchestra）は、カナダの首都オタワにある国立芸術センター（National Arts Centre）を本拠地とする室内オーケストラである。オタワ・ナショナル・アーツ・センター管弦楽団とも呼ばれる。

## 歴史・沿革
1969年に新規開場した国立芸術センターのレジデント・オーケストラとして設立された。国立芸術センターでのコンサートやオペラ公演のほか、国内のツアーや教育プログラムの実施に力を入れている。
歴代の指揮者にジャン＝マリー・ボーデ、マリオ・ベルナルディ（w:Mario Bernardi, 現桂冠指揮者）、ガブリエル・フムーラ（Gabriel Chmura）、トレヴァー・ピノック、ピンカス・ズーカーマンらがいる。2015年からアレクサンダー・シェリーが音楽監督を務めている。
主なレコーディングは、ベルナルディ指揮でベートーヴェンやモーツァルトの交響曲シリーズ、ズーカーマン指揮でシューベルトの交響曲シリーズやハイドンのヴァイオリン協奏曲集とモーツァルト作品シリーズなどがある。